# Paul Meyer (Architekt, 1891)
Paul Meyer (* 6. November 1891 in Schaffhausen; † 5. Januar 1980 ebenda, heimatberechtigt in Schaffhausen und Wilchingen) war ein Schweizer Architekt.

## Leben
Paul Meyer kam am 6. November 1891 in Schaffhausen als Sohn des Baumeisters Gottfried Meyer und der Louise Margaretha geborene Habicht zur Welt. Paul Meyer nahm vorerst ein Studium der Architektur an der ETH Zürich auf, das er an der Universität Stuttgart fortsetzte, an der er im Jahr 1917 sein Diplom erwarb.
In der Folge war er zunächst im väterlichen Baugeschäft sowie in verschiedenen Architekturbüros in Luzern, Wattwil und St. Gallen tätig. Im Jahr 1925 gründete Paul Meyer schliesslich mit Karl Scherrer das Architekturbüro Scherrer & Meyer in Schaffhausen, das bis 1956 bestand. Während dieser Zusammenarbeit entstanden eine Reihe bemerkenswerter Bauten.
Paul Meyer, der 1919 Ida geborene Müller ehelichte, verstarb am 5. Januar 1980 zwei Monate nach Vollendung seines 88. Lebensjahres in Schaffhausen.

## Werke (Auswahl)
- 1928: Das Einfamilienhaus Attenhauser mit dem ersten Flachdach im Kanton Schaffhausen

- 1930: Reiheneinfamilienhäuser in der Mustersiedlung Woba in Basel sowie in Schaffhausen

- 1930–33: Die Turnhalle Emmersberg

- 1931–32: Das Kinderspital auf dem Ungarbühl

- 1948: Das Kino Buchsbaum

- 1956: Das Stadttheater Schaffhausen